# Масерија Манта (Потенца)
Масерија Манта (итал. Masseria Manta) је насеље у Италији у округу Потенца, региону Базиликата.
Према процени из 2011. у насељу је живело 24 становника. Насеље се налази на надморској висини од 872 м.